# Кесон Сити
Кесон Сити (на тагалог: Lungsod Quezon) е най-големият град във Филипините и бивша столица на държавата от 1948 до 1976 година. Разположен е на остров Лусон. Градът е с население от 2 936 116 души към 2015 г. Основан е от втория президент на Филипините, Мануел Кесон, за да замени Манила като столица.